# Calape (Bohol)
Pour les articles homonymes, voir Calape.
Calape est une municipalité des Philippines de la province de Bohol.
On compte 33 barangays :
| - Abucayan Norte - Abucayan Sur - Banlasan - Bentig - Binogawan - Bonbon - Cabayugan - Cabudburan - Calunasan - Camias - Canguha | - Catmonan - Desamparados (Pob.) - Kahayag - Kinabag-an - Labuon - Lawis - Liboron - Looc - Lomboy - Lucob - Madangog | - Magtongtong - Mandaug - Mantatao - Sampoangon - San Isidro - Santa Cruz (Pob.) - Sohoton - Talisay - Tinibgan - Tultugan - Ulbujan |

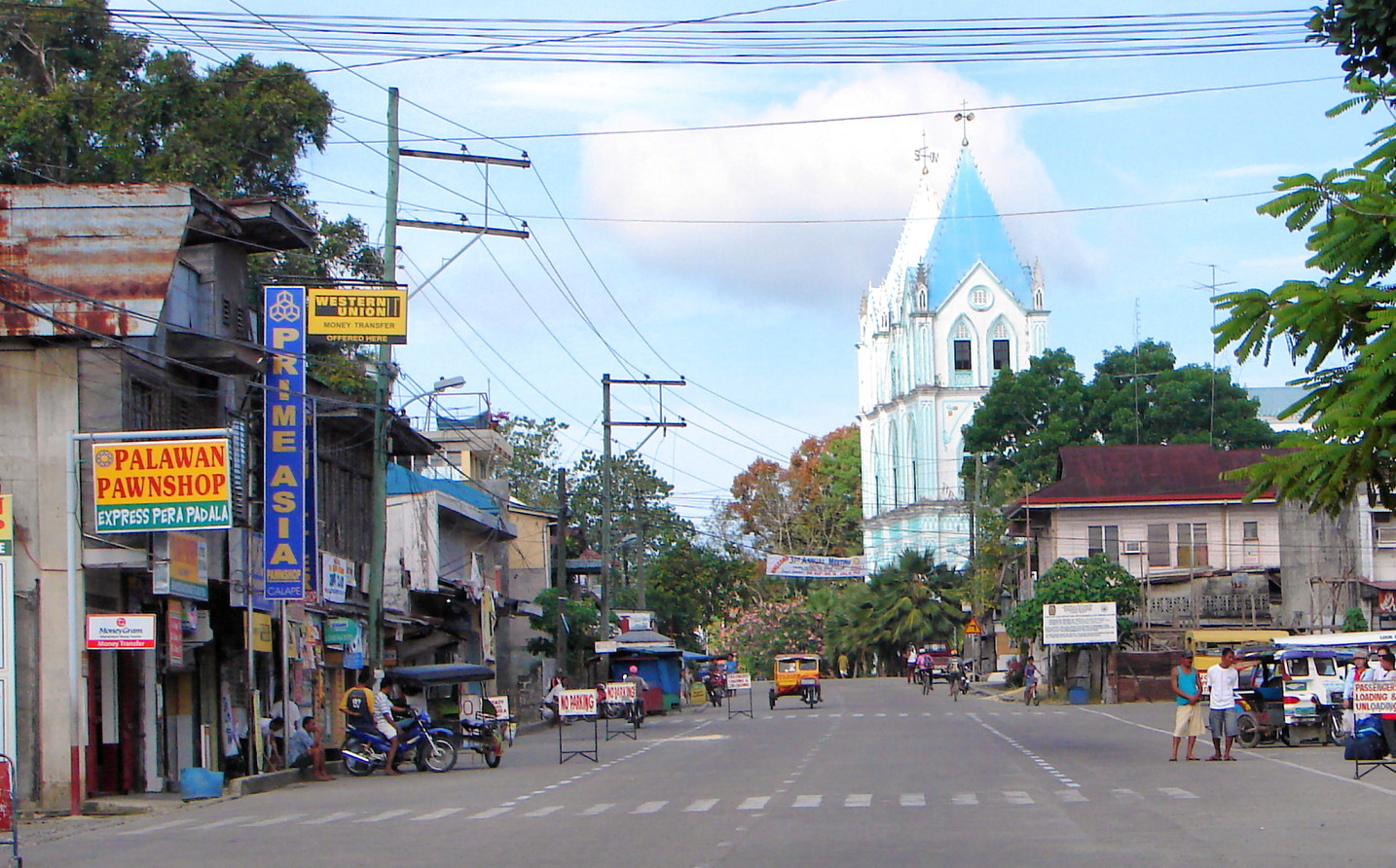
Poblacion
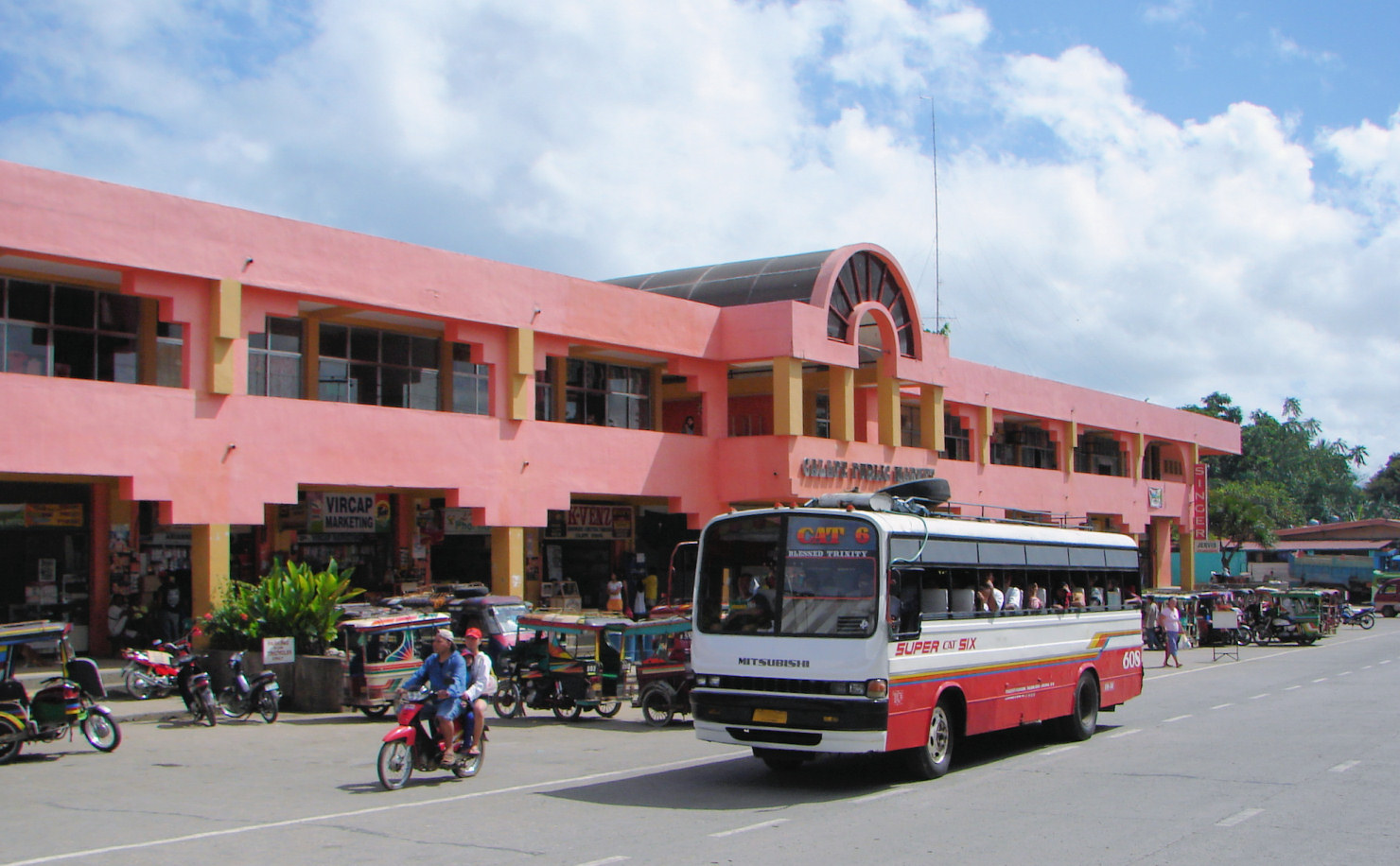
Marché public
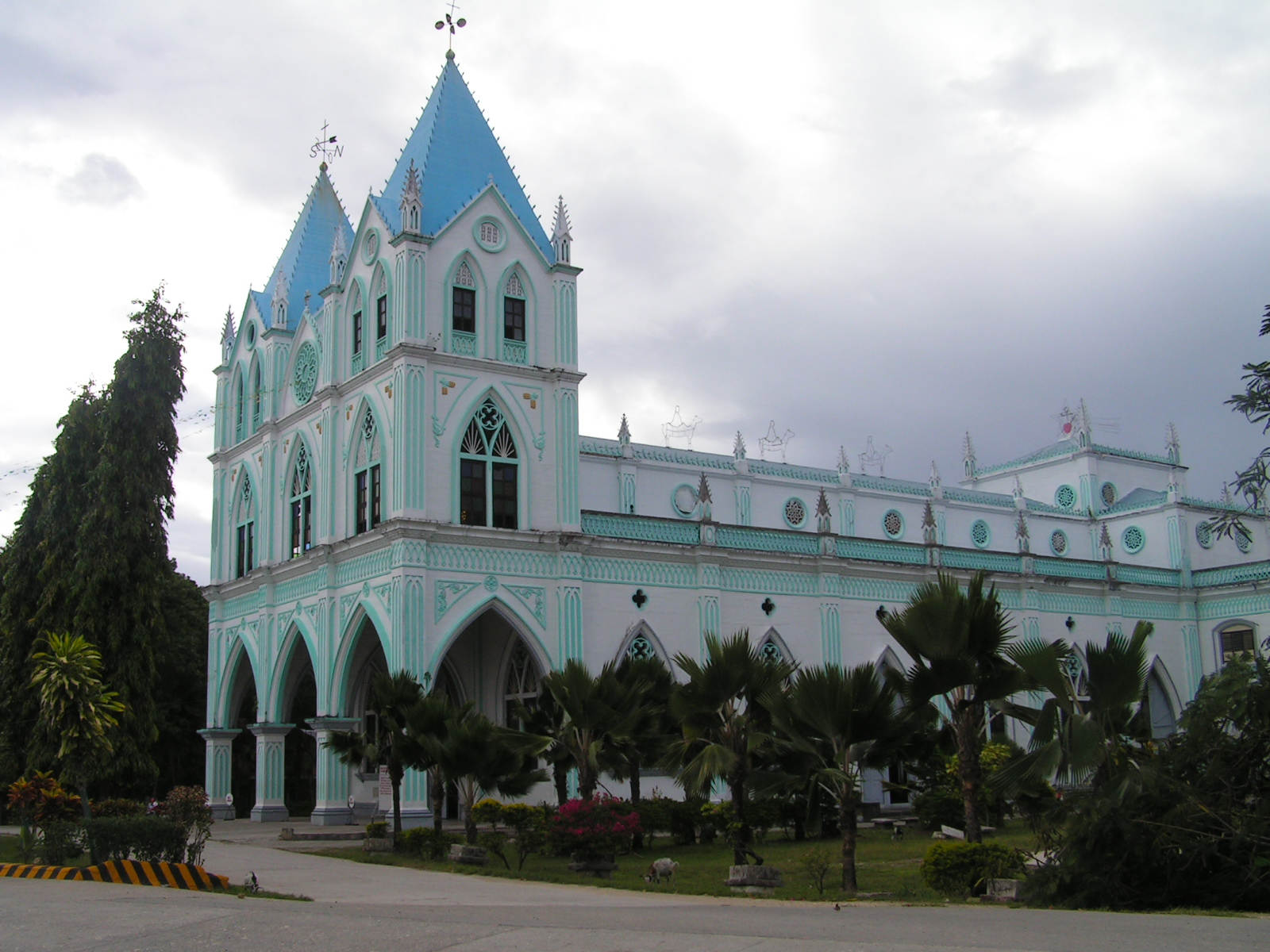
Église